# 天華えま
天華 えま（あまはな えま、1992年8月28日 - ）は、日本の女優。元宝塚歌劇団星組の男役スター。
滋賀県近江八幡市、近江兄弟社高等学校出身。身長170cm。愛称は「ぴーすけ」、「えりか」、「ペン」。

## 来歴
2010年、宝塚音楽学校入学。
2012年、音楽学校卒業後、宝塚歌劇団に98期生として入団。入団時の成績は3番。宙組公演「華やかなりし日々／クライマックス」で初舞台。
2013年、組まわりを経て星組に配属。
2016年、北翔海莉・妃海風トップコンビ退団公演となる「桜華に舞え」で、新人公演初主演。その後も2度に渡って新人公演主演を務める。
2023年のバウ・ワークショップ「Stella Voice」（バウホール公演）で、メインキャストを務める。
2024年4月6日、「RRR×TAKA"R"AZUKA〜√Bheem〜／VIOLETOPIA」東京公演千秋楽をもって、宝塚歌劇団を退団。退団公演では自身初となるエトワールを務めた。

## 宝塚歌劇団時代の主な舞台

### 初舞台
- 2012年4 - 5月、宙組『華やかなりし日々』『クライマックス』（宝塚大劇場のみ）

### 組まわり
- 2012年6 - 9月、月組『ロミオとジュリエット』
- 2012年11 - 2013年2月、星組『宝塚ジャポニズム〜序破急〜』『めぐり会いは再び 2nd〜Star Bride〜』『Étoile de TAKARAZUKA（エトワール ド タカラヅカ）』

### 星組時代
- 2013年3 - 4月、『南太平洋』（ドラマシティ・日本青年館） - ロナルド・ウィリアムズ／エミールの屋敷の使用人
- 2013年5 - 8月、『ロミオとジュリエット』
- 2013年9 - 10月、柚希礼音スペシャル・ライブ『REON!!II』（東京国際フォーラム・博多座）
- 2014年1 - 3月、『眠らない男・ナポレオン-愛と栄光の涯（はて）に-』 - 新人公演：ウジェーヌ（本役：礼真琴）
- 2014年5 - 6月、『太陽王〜ル・ロワ・ソレイユ〜』（東急シアターオーブ）
- 2014年7 - 10月、『The Lost Glory -美しき幻影-』 - 新人公演：レイモンド・ウォーカー（本役：天寿光希）『パッショネイト宝塚!』
- 2014年11 - 12月、『風と共に去りぬ』（全国ツアー） - ウィリー
- 2015年2 - 5月、『黒豹（くろひょう）の如（ごと）く』 - セブンシーズ、新人公演：ラファエル・デ・ビスタシオ（本役：真風涼帆）『Dear DIAMOND!!』
- 2015年6 - 7月、『大海賊』 - ハリソン船長『Amour それは…』（全国ツアー）
- 2015年8 - 11月、『ガイズ&ドールズ』 - GI、新人公演：ベニー・サウスストリート（本役：七海ひろき）
- 2016年1月、『LOVE & DREAM』（東京国際フォーラム・梅田芸術劇場）
- 2016年3 - 6月、『こうもり』 - 新人公演：クリプトン（本役：十碧れいや）／開幕の紳士（本役：礼真琴）『THE ENTERTAINER!』
- 2016年8 - 11月、『桜華に舞え』 - 松平容保、新人公演：中村半次郎（桐野利秋）（本役：北翔海莉）『ロマンス!! (Romance)』 新人公演初主演[6][7]
- 2017年1月、『燃ゆる風-軍師・竹中半兵衛-』（バウホール） - 三郎太
- 2017年3 - 6月、『THE SCARLET PIMPERNEL（スカーレット ピンパーネル）』 - ベン、新人公演：パーシヴァル・ブレイクニー（本役：紅ゆずる） 新人公演主演[12][5]
- 2017年7 - 8月、『阿弖流為-ATERUI-』（ドラマシティ・日本青年館） - 飛良手
- 2017年9 - 12月、『ベルリン、わが愛』 - エルマー、新人公演：エーリッヒ・ケストナー（本役：礼真琴）『Bouquet de TAKARAZUKA（ブーケ ド タカラヅカ）』
- 2018年2月、『ドクトル・ジバゴ』（ドラマシティ・TBS赤坂ACTシアター） - ミハイル・グリゴーリエヴィチ・ゴルドン（ミーシャ）
- 2018年4 - 7月、『ANOTHER WORLD』 - 赤鬼赤五郎、新人公演：康次郎（本役：紅ゆずる）『Killer Rouge（キラー ルージュ）』 新人公演主演[8][9]
- 2018年8 - 11月、『Thunderbolt Fantasy（サンダーボルト ファンタジー）東離劍遊紀（とうりけんゆうき）』 - 凋命（チョウメイ）『Killer Rouge／星秀☆煌紅』（梅田芸術劇場・日本青年館・國家戯劇院・高雄市文化中心至徳堂）
- 2019年1 - 3月、『霧深きエルベのほとり』 - リコ、新人公演：フロリアン・ザイデル（本役：礼真琴）『ESTRELLAS（エストレ―ジャス）〜星たち〜』
- 2019年7 - 10月、『GOD OF STARS -食聖-』 - P-heaven『Éclair Brillant（エクレール ブリアン）』
- 2019年11 - 12月、『龍の宮（たつのみや）物語』（バウホール） - 山彦
- 2020年2 - 3月、『眩耀（げんよう）の谷〜舞い降りた新星〜』 - クリチェ『Ray-星の光線-』（宝塚大劇場）
- 2020年7 - 9月、『眩耀（げんよう）の谷〜舞い降りた新星〜』 - クリチェ『Ray-星の光線-』（東京宝塚劇場）
- 2020年11月、『エル・アルコン-鷹-』 - エドウィン・グレイム『Ray-星の光線-』（梅田芸術劇場）
- 2021年2 - 5月、『ロミオとジュリエット』 - 死[注釈 1]／マーキューシオ[注釈 2][3]
- 2021年7月、『婆娑羅（ばさら）の玄孫（やしゃご）』（ドラマシティ・プレイハウス） - 阿部四郎五郎／西川頼母／鳶頭[3]
- 2021年9 - 12月、『柳生忍法帖』 - 平賀孫兵衛『モアー・ダンディズム!』
- 2022年2月、『王家に捧ぐ歌』（御園座） - ケペル
- 2022年4 - 7月、『めぐり会いは再び next generation-真夜中の依頼人（ミッドナイト・ガールフレンド）-』 - セシル・ピーター・ウェルズ『Gran Cantante（グラン カンタンテ）!!』
- 2022年9月、『モンテ・クリスト伯』 - ルイジ・ヴァンパ『Gran Cantante（グラン カンタンテ）!!』（全国ツアー）[注釈 3]
- 2022年11 - 2023年2月、『ディミトリ〜曙光に散る、紫の花〜』 - アン・ナサウィー『JAGUAR BEAT-ジャガービート-』
- 2023年4月、『Stella Voice』（バウホール） メインキャスト[10][2]
- 2023年6 - 8月、『1789-バスティーユの恋人たち-』 - ジョルジュ・ジャック・ダントン／代役：カミーユ・デムーラン（本役：暁千星）[注釈 4][13][14]
- 2023年10 - 11月、『ME AND MY GIRL』（博多座） - ジェラルド・ボリングボーク[15]
- 2024年1 - 4月、『RRR×TAKA"R"AZUKA〜√Bheem〜（アールアールアール バイ タカラヅカ〜ルートビーム〜）』 - ペッダイヤ『VIOLETOPIA（ヴィオレトピア）』 退団公演、初エトワール[11]

### 出演イベント
- 2016年7月、『宝塚巴里祭2016』[16]
- 2018年12月、タカラヅカスペシャル2018『Say! Hey! Show Up!!』
- 2019年4 - 5月、轟悠ディナーショー『Yū 35, A new world』[17]
- 2019年12月、タカラヅカスペシャル2019『Beautiful Harmony』

## 宝塚歌劇団退団後の主な活動

### 舞台
- 舞台『サイボーグ009』- 001／イワン・ウイスキー[注釈 5]
  - 2024年5月、『サイボーグ009』（日本青年館）[18]
  - 2025年11月、『サイボーグ009 -13番目の追跡者-』（品川プリンスホテル ステラボール）[19]
- 2025年2月、『めいぼくげんじ物語 夢浮橋』（東京国際フォーラム） - 中の君[20]
- 2025年3月、『TARKIE〜伝説の女たち〜』（よみうりホール） - 大槻冴子[21]
- 2025年4月、『全員犯人、だけど被害者、しかも探偵』（博品館劇場） - 千場夢子[22]
- 2025年9月、『THE MOUSETRAP』（博品館劇場）[23]
- 2025年11月、『マイホームヒーロー』（品川プリンスホテル クラブeX） - 鳥栖歌仙[24]

### ドラマ
- アンサンブル 第6話 （2025年2月22日、日本テレビ）- 高橋 役

### その他
- “元タカラジェンヌの俳優・天華えまさんと「びわ湖ホール」の舞台裏に潜入！”. 滋賀プラスワン.   滋賀県 知事公室 広報課 (2025年3月24日). 2025年3月24日閲覧。